# Heimskringla
La Saga des rois de Norvège ou Heimskringla (littéralement « orbe du monde » en vieux norrois, d'après le premier mot de l'ouvrage) 
est un recueil de sagas écrites et compilées en Islande aux alentours de 1225 
par le poète et historien Snorri Sturluson.

## Contenu
Le texte est composé par les sagas suivantes :
1. La Saga des Ynglingar
2. La saga de Halfdan le Noir
3. La saga de Harald Hårfagre
4. La saga de Haakon le bon
5. La saga de Harald Gråfell et du Jarl Håkon Sigurdsson
6. La saga d'Olaf Tryggvason
7. La saga d'Olaf Haraldson
8. La saga de Magnus le Bon
9. La saga de Harald Hardråde
10. La saga d'Olaf Kyrre
11. La saga de Magnus le Va-nu-pieds
12. La saga de Sigurd le croisé
13. La saga de Magnus l'aveugle et de Harald Gille
14. La saga de Sigurd, Eystein et Inge, les fils d'Harald
15. La saga de Haakon Herdebreid
16. La saga de Magnus Erlingson jusqu'à 1177.

Le recueil débute par les origines mythologique de la dynastie des rois de Suède dans l'Ynglinga Saga, 
se poursuit avec la narration historique de la vie des monarques norvégiens (pour la plupart du Xe siècle au XIIe siècle), et se termine en 1177 sous le 
règne de Magnus Erlingsson.
La Heimskringla suit Óðinn et ses compagnons depuis Ásgard, leur cité d'origine, jusqu'à leur établissement en Scandinavie.
Elle retrace le tournoi des rois, la création des royaumes de Norvège, de Suède et du Danemark, les expéditions viking, 
la découverte et la colonisation de l'Islande et du Groenland, la découverte de l'Amérique et les conquêtes de l'Angleterre et de la Normandie.
La saga d'Olaf Haraldson constitue la pièce maîtresse de l'œuvre. Un tiers des écrits concernent son règne de 15 années. Celle-ci fut rédigée en premier dès le retour de Snorri en Islande en 1220. Bien qu'il l'eût conçue comme un texte indépendant au départ, Snorri se décida à l'incorporer dans la Heimskringla.
La saga de Harald Hardråde narre ses expéditions vers l'est, ses exploits à Constantinople, en Syrie, en Sicile, ses batailles en Angleterre contre Harold Godwinson et sa mort à Stamford Bridge en 1066 quelques jours seulement avant la bataille de Hastings.
La fin du règne du roi Magnus V est traitée dans une autre Saga la « Sverris saga » ou  Saga du roi Sverre de Norvège qui commence à relater les événements à partir de cette époque.

## Sources
Avant l'ouvrage de Snorri Sturluson, il existait notamment pour ce qui concerne la vie d'Olaf le Saint un récit édifiant sur sa vie rédigé en latin et qui fut plus tard traduit en langue vernaculaire. Néanmoins, Snorri utilise largement la tradition orale qui comprenait principalement des poèmes de différentes longueurs. Celle-ci constituait des témoignages directs concernant les faits et gestes du souverain, mais également de ses alliés et de ses adversaires. Elles contiennent des allusions aux caractère des personnages, voire à leur aspect physique. Les scaldes nommaient ainsi le souverain Olaf le Gros, surnom que Snorri reprend dans la plus grande partie de son récit. Snorri cite de cette manière près de cent quatre-vingts strophes scaldiques dans son récit de l'Histoire du roi Olaf le Saint. Il introduit ainsi de nombreux détails absents des ouvrages de ses prédécesseurs.

## Traductions françaises
- Snorri Sturluson, Heimskringla, Histoire des rois de Norvège, Première partie, traduit par François-Xavier Dillmann, éditions Gallimard, collection « L'aube des peuples », Paris, 2000.  (ISBN 2-07-073211-8).
  - Histoire des rois de Norvège (Tome 2-Histoire du roi Olaf le Saint): Heimskringla, traduction de François-Xavier Dillmann, Gallimard, 1248 pages, 2022,  (ISBN 978-2070758760).
- Snorri Sturluson, La saga de Saint Olaf,  traduite et présentée par Régis Boyer, Payot Paris, 1983  (ISBN 2-228-13250-0).
- Snorri Sturluson, La saga de Harald l'impitoyable,  traduite et présentée par Régis Boyer, Payot Paris 1979  (ISBN 2-228-33630-0).
- Snorri Sturluson, La Saga des premiers rois de Norvège, traduction de  Frédéric Chain. Le Sémaphore Paris (2000)  (ISBN 2912283191).